# Todd Gloria
Todd Rex Gloria (sinh ngày 10 tháng 5 năm 1978) là một chính khách người Mỹ còn giữ chức vụ thị trưởng San Diego thứ 37 và hiện tại từ năm 2020. Là đảng viên Dân chủ, ông là người da màu đầu tiên và là người đồng tính công khai đầu tiên làm thị trưởng San Diego.
Gloria lần đầu tiên được bầu vào văn phòng công đại diện cho khu vực 3 của Hội đồng Thành phố San Diego. Ông là chủ tịch hội đồng chín thành viên từ năm 2012 đến năm 2014. Trong chức vụ chủ tịch hội đồng, Gloria còn giữ chức quyền Thị trưởng San Diego từ khi Thị trưởng Bob Filner từ chức vào tháng 8 năm 2013 cho đến khi Thị trưởng Kevin Faulconer nhậm chức vào tháng 3 năm 2014. Gloria sau đó được bầu làm đại diện cho khu vực quốc hội bang số 78 của California, bao gồm phần lớn San Diego. Trong quốc hội, ông phục vụ với tư cách là Phó lãnh tụ đa số.

## Lịch sử bầu cử

### Hội đồng Thành phố San Diego
| Bầu cử sơ bộ      | Bầu cử sơ bộ    | Bầu cử sơ bộ     | Bầu cử sơ bộ | Bầu cử sơ bộ |
| Đảng phái         | Đảng phái       | Ứng viên         | Số phiếu     | %            |
| ----------------- | --------------- | ---------------- | ------------ | ------------ |
|                   | Dân chủ         | Todd Gloria      | 9,288        | 40.64        |
|                   | Dân chủ         | Stephen Whitburn | 6,543        | 28.63        |
|                   | Dân chủ         | John Hartley     | 4,018        | 17.58        |
|                   | Không đảng phái | Paul Broadway    | 1,428        | 6.25         |
|                   | Không đảng phái | Robert E. Lee    | 840          | 3.68         |
|                   | Không đảng phái | James Hartline   | 739          | 3.23         |
| Tổng số phiếu     | Tổng số phiếu   | Tổng số phiếu    | 22,856       | 100%         |
| Bầu cử chung cuộc |                 |                  |              |              |
|                   | Dân chủ         | Todd Gloria      | 27,922       | 54.60        |
|                   | Dân chủ         | Stephen Whitburn | 23,191       | 45.40        |
| Tổng số phiếu     | Tổng số phiếu   | Tổng số phiếu    | 51,398       | 100%         |

| Đảng          | Đảng          | Thành viên    | Phiếu bầu | %      |
| ------------- | ------------- | ------------- | --------- | ------ |
|               | Dân chủ       | Todd Gloria   | 24,475    | 100.00 |
| Tổng số phiếu | Tổng số phiếu | Tổng số phiếu | 24,475    | 100    |

### Quốc hội Bang California
| Bầu cử sơ bộ      | Bầu cử sơ bộ  | Bầu cử sơ bộ    | Bầu cử sơ bộ | Bầu cử sơ bộ |
| Đảng phái         | Đảng phái     | Ứng viên        | Số phiếu     | %            |
| ----------------- | ------------- | --------------- | ------------ | ------------ |
|                   | Dân chủ       | Todd Gloria     | 91,602       | 71.8         |
|                   | Cộng hòa      | Kevin D. Melton | 36,013       | 28.2         |
| Tổng số phiếu     | Tổng số phiếu | Tổng số phiếu   | 127,615      | 100.0        |
| Bầu cử chung cuộc |               |                 |              |              |
|                   | Dân chủ       | Todd Gloria     | 122,828      | 68.9         |
|                   | Cộng hòa      | Kevin D. Melton | 55,414       | 31.1         |
| Tổng số phiếu     | Tổng số phiếu | Tổng số phiếu   | 178,242      | 100.0        |

| Bầu cử sơ bộ      | Bầu cử sơ bộ    | Bầu cử sơ bộ              | Bầu cử sơ bộ | Bầu cử sơ bộ |
| Đảng phái         | Đảng phái       | Ứng viên                  | Số phiếu     | %            |
| ----------------- | --------------- | ------------------------- | ------------ | ------------ |
|                   | Dân chủ         | Todd Gloria (đương nhiệm) | 79,738       | 71.2         |
|                   | Cộng hòa        | Maggie J. Campbell        | 32,250       | 28.8         |
| Tổng số phiếu     | Tổng số phiếu   | Tổng số phiếu             | 111,988      | 100.0        |
| Bầu cử chung cuộc |                 |                           |              |              |
|                   | Dân chủ         | Todd Gloria (đương nhiệm) | 140,598      | 71.1         |
|                   | Cộng hòa        | Maggie J. Campbell        | 57,217       | 28.9         |
| Tổng số phiếu     | Tổng số phiếu   | Tổng số phiếu             | 197,815      | 100.0        |
|                   | Dân chủ giữ ghế |                           |              |              |

### Thị trưởng San Diego
| Bầu cử sơ bộ      | Bầu cử sơ bộ         | Bầu cử sơ bộ         | Bầu cử sơ bộ | Bầu cử sơ bộ |
| Đảng phái         | Đảng phái            | Ứng viên             | Số phiếu     | %            |
| ----------------- | -------------------- | -------------------- | ------------ | ------------ |
|                   | Dân chủ              | Todd Gloria          | 147,654      | 41.5%        |
|                   | Dân chủ              | Barbara Bry          | 81,541       | 22.9%        |
|                   | Cộng hòa             | Scott Sherman        | 80,352       | 22.6%        |
|                   | Dân chủ              | Tasha Williamson     | 25,629       | 7.2%         |
|                   | Dân chủ              | Gita Applebaum Singh | 12,716       | 3.6%         |
|                   | Khác                 | Rich Riel            | 8.067        | 2.3%         |
|                   | Người ứng cử bổ sung | Jarvis Gandy         | 3            | 0.0%         |
| Tổng số phiếu     | Tổng số phiếu        | Tổng số phiếu        | 355,994      | 100%         |
| Bầu cử chung cuộc |                      |                      |              |              |
|                   | Dân chủ              | Todd Gloria          | 346,662      | 55.9%        |
|                   | Dân chủ              | Barbara Bry          | 272,887      | 45.1%        |
| Tổng số phiếu     | Tổng số phiếu        | Tổng số phiếu        | 619,549      | 100%         |